# Xavier Melgarejo i Draper
Xavier Melgarejo i Draper (Barcelona, Barcelonès, 17 de maig de 1963 - 20 de febrer de 2017) fou un psicòleg i pedagog especialitzat en el sistema educatiu finlandès.
El 2005 es va doctorar en pedagogia per la Universitat Ramon Llull. Des del 1987 és professor i orientador psicopedagògic al Col·legi Claret de Barcelona, escola de la qual ha estat el director des de 2003 fins al 2012. El 2005 va presentar la seva tesi doctoral sobre el sistema educatiu finlandès que ha fet que se'l consideri el seu màxim expert, després d'estar 15 anys estudiant-lo. Tesi que l'ha convertit en assessor de l'Institut Iberoamericà de Finlàndia. És docent del postgrau de formació de directors de centres escolars, i també a l'Escola d'Educadors de la Fundació d'Escoles Cristianes de Catalunya. També ha acceptat coordinar la secció d'educació de la Societat Econòmica d'Amics del País.
Ha estat pioner en metodologies per la prevenció del consum de drogues a l'E.S.O. i, durant els anys en els quals va ser el director del Col·legi Claret de Barcelona, preocupat per ajudar a la millora de l'educació, va aconseguir reduir el fracàs escolar del centre del 20% a l'1%.
Va deixar el seu càrrec de director del Col·legi Claret de Barcelona quan, el 23 de setembre de 2012 li van diagnosticar càncer de pulmó amb metàstasi a diferents ossos.
També ha estat president de la Comissió d'Ordenació del Sistema Educatiu del Consell Escolar de Catalunya des del 12 de maig de 2011 fins al 26 de novembre de 2014, data en la qual es va comunicar la renúncia de Melgarejo com a membre del Consell Escolar de Catalunya per motius personals. I forma part del Consell Superior d'Avaluació del Sistema Educatiu de Catalunya com a professional expert. Aquests càrrecs l'han portat a realitzar nombroses conferències en congressos, seminaris i universitats, així com, realitzar compareixènces sobre educació al Congrés dels Diputats i al Senat.
Melgarejo explica que l'èxit del sistema educatiu finlandès està en tres elements: el valor de la lectura, l'estima a la infància i la preparació del professorat. Afegeix que la responsabilitat de l'educació rau en tres engranatges: la família, l'escola i la societat.
Xavier Melgarejo col·laborava amb el portal d'actualitat religiosa CatalunyaReligió.cat a l'espai "Família i escola" Arxivat 2016-03-03 a Wayback Machine.
El 31 d'octubre de 2014 Xavier Melgarejo va ser condecorat Cavaller de la Rosa Blanca de Finlàndia, reconeixement que dona directament el president de la república i que, en nom seu, li va atorgar l'ambaixador Roberto Tanzi-Albi a Madrid. El 28 de maig de 2015, Irene Rigau -consellera d'Ensenyament d'aleshores-, en nom de la Facultat de Ciències de l'Educació i l'Esport - Blanquerna, va atorgar a Melgarejo el primer Premi Blanquerna-Educació. Va morir el 20 de febrer de 2017 víctima d'un cancer de pulmó.
El Govern de la Generalitat de Catalunya li va concedir, a títol pòstum, la Creu de Sant Jordi l'11 d'abril de 2017.

## Llibres
- Gracias, Finlandia (Plataforma Editorial[Enllaç no actiu], 2013) ISBN 978-84-15880-40-0[15][16]
- Davant l'adversitat, amor i llibertat (Claret Arxivat 2015-04-18 a Wayback Machine., 2012) ISBN 9788498466843 amb CERVERA, Josep Maria
- Transformar la adversidad (Plataforma Editorial, 2017) ISBN 978-8416820948